# 5751 (année hébraïque)
5751 (hébreu : ה'תשנ"א , abbr. : תשנ"א) est une année hébraïque qui a commencé à la veille au soir du 20 septembre 1990 et s'est finie le 8 septembre 1991. Cette année a compté 354 jours. Ce fut une année simple dans le cycle métonique, avec un seul mois de Adar. Ce fut la quatrième année depuis la dernière année de chemitta.
En l'an 5751, l'État d'Israël a fêté ses 43 ans d'indépendance.

## Calendrier
Ce calendrier hébraïque de l'année 5751 donne les correspondances avec les dates du calendrier grégorien.
Le premier nombre dans chaque case correspond au jour du mois hébraïque. Les jours en couleurs sont des jours remarquables juifs ou israéliens.
| ◄◄ | 5751 | ►► |

## Événements
- Opération Salomon

## Naissances
- Pixie Lott
- Emma Roberts

## Décès
- Leonard Bernstein
- Meir Kahane
- Stan Getz
- Michael Landon
- Isaac Bashevis Singer

5746 - 5747 - 5748 - 5749 - 5750 - 5751 - 5752 - 5753 - 5754 - 5755 - 5756